# Something to Remember
A Something to Remember Madonna válogatásalbuma, amely 1995. november 3-án a Maverick Records gondozásában jelent meg. Az album Madonna karrierjének egy rendkívül ellentmondásos időszaka után született, amely során számos kritikus azt feltételezte, hogy karrierje hanyatlóban van, így célja, hogy egy lágyabb képet mutasson róla. A korong válogatást tartalmaz az énekesnő legjobb balladaslágereiből, három új dallal kiegészülve; ezek: I Want You, You’ll See, és a One More Chance, valamint tartalmazza a Love Don’t Live Here Anymore átdolgozott remix-változatát is, mely először az 1984-es Like a Virgin című albumon jelent meg. Az albumnak világszerte több, mint 8 millió példánya kelt el.

## Számok
| #                         | Cím                                                       | Eredeti album                   | Szerző                                  | Producer                   | Hossz |
| ------------------------- | --------------------------------------------------------- | ------------------------------- | --------------------------------------- | -------------------------- | ----- |
| 1.                        | I Want You (a Massive Attack közreműködésével)            | Korábban nem jelent meg         | Leon Ware, Arthur Ross                  | Nellee Hooper              | 6:23  |
| 2.                        | I’ll Remember 1                                           | With Honors (filmzene)          | Patrick Leonard, Madonna, Richard Page  | Madonna és Patrick Leonard | 4:23  |
| 3.                        | Take a Bow                                                | Bedtime Stories                 | Kenneth "Babyface" Edmonds, Madonna     | Babyface és Madonna        | 5:21  |
| 4.                        | You’ll See                                                | Korábban nem jelent meg         | Madonna, David Foster                   | Madonna és David Foster    | 4:41  |
| 5.                        | Crazy for You 1 2                                         | Vision Quest (filmzene)         | John Bettis, Jon Lind                   | John "Jellybean" Benitez   | 4:05  |
| 6.                        | This Used to Be My Playground 1                           | Barcelona Gold (válogatásalbum) | Madonna, Shep Pettibone                 | Madonna és Shep Pettibone  | 5:10  |
| 7.                        | Live to Tell                                              | True Blue                       | Madonna, Patrick Leonard                | Madonna és Patrick Leonard | 5:52  |
| 8.                        | Love Don’t Live Here Anymore [Remix]                      | Like a Virgin                   | Miles Gregory                           | Niles Rodgers              | 4:54  |
| 9.                        | Something to Remember                                     | I’m Breathless                  | Madonna, Patrick Leonard                | Madonna és Patrick Leonard | 5:04  |
| 10.                       | Forbidden Love                                            | Bedtime Stories                 | Kenneth "Babyface" Edmonds, Madonna     | Nellee Hooper és Madonna   | 4:09  |
| 11.                       | One More Chance                                           | Korábban nem jelent meg         | Madonna, David Foster                   | Madonna és David Foster    | 4:28  |
| 12.                       | Rain                                                      | Erotica                         | Madonna, Shep Pettibone                 | Madonna és Shep Pettibone  | 5:29  |
| 13.                       | Oh Father                                                 | Like a Prayer                   | Madonna, Patrick Leonard                | Madonna és Patrick Leonard | 4:59  |
| 14.                       | I Want You [Orchestral] (Massive Attack közreműködésével) | Korábban nem jelent meg         | Leon Ware, Arthur Ross                  | Nellee Hooper              | 6:04  |
| Japán bónuszszám          |                                                           |                                 |                                         |                            |       |
| 15.                       | La Isla Bonita                                            | True Blue                       | Madonna, Patrick Leonard, Bruce Gaitsch | Madonna és Patrick Leonard | 4:02  |
| Latin-amerikai bónuszszám |                                                           |                                 |                                         |                            |       |
| 16.                       | Verás                                                     | Korábban nem jelent meg         | Madonna, David Foster                   | Madonna és David Foster    | 4:21  |

1 Korábban egyik Madonna-albumon sem volt elérhető. 

2 Korábban az 1990-es Q-Sound Mix változata elérhető volt a The Immaculate Collectionön, de az eredeti album verzió csak a Something to Rememberen tűnik fel.

## Kislemezek
| #  | Cím                                  | Megjelenés                                                    |
| -- | ------------------------------------ | ------------------------------------------------------------- |
| 1. | You’ll See                           | 1995. október 23.                                             |
| 3. | One More Chance                      | 1996. március 7. (Egyesült Királyság és Ausztrália)           |
| 4. | Love Don’t Live Here Anymore (Remix) | 1996. március 19. (Észak-Amerika/Ausztrália és Franciaország) |

## Minősítések, csúcspozíciók és eladás
| Ország             | Csúcspozíció | Minősítések | Eladás     |
| ------------------ | ------------ | ----------- | ---------- |
| Ausztrália         |              | 4x platina  | 280,000+   |
| Ausztria           | 1            | platina     | 20,000+    |
| Brazília           |              | arany       | 100,000+   |
| Kanada             |              | 2x platina  | 200,000+   |
| Finnország         | 1            | 2x platina  | 93,043+    |
| Franciaország      | 3            | 2x arany    | 200,000+   |
| Németország        | 2            | platina     | 300,000+   |
| Hollandia          | 19           | platina     | 100,000+   |
| Új-Zéland          | 8            |             |            |
| Norvégia           | 6            |             |            |
| Lengyelország      |              | arany       | 20,000+    |
| Svédország         | 3            | platina     | 100,000+   |
| Svájc              | 3            | platina     | 50,000+    |
| Egyesült Királyság |              | 3x platina  | 900,000+   |
| Egyesült Államok   | 6            | 3x platina  | 2 100 000+ |